# دوغ شابيرو
دوغ شابيرو (بالإنجليزية: Doug Shapiro)‏ ولد بتاريخ 15 سبتمبر 1959 في نيويورك، هو دراج أمريكي سابق في صنف سباق الدراجات على الطريق.

## روابط خارجية
- دوغ شابيرو على موقع أرشيف الدراجات (الإنجليزية)
- دوغ شابيرو على موقع إحصائيات الدراجات الإحترافية (الإنجليزية)